# Frukthumla
Frukthumla (Bombus pomorum) är en insekt i överfamiljen bin (Apoidea) och släktet humlor.

## Utbredning
Frukthumlan har starkt gått tillbaka och finns nu (omkring 2021) nästan bara i Central- och Östeuropa. Nordgränsen gick tidigare i södra Danmark, sydgränsen längs Alperna, norra Balkan och asiatiska Turkiet.
I Sverige är den endast känd från en arbetare insamlad 12 juli 1911 i Åtvidaberg. Det är dock troligt att den tidigare, när arten var vanligare i hela Europa, var etablerad i sydöstra Sverige.
I Finland saknas arten helt.

## Beskrivning
Frukthumlan är en förhållandevis stor art där drottningen uppnår en längd på 17 till 24 millimeter, arbetarna 12 till 22 millimeter och hanarna 12 till 20 millimeter. Drottningen och arbetarna är svarta med rödbruna bakkroppar. Hanen kan vara något ljusare på framkroppen. Humlan är lik andra svartröda humlor som stenhumla, gräshumla, haghumla och stäpphumla, men det röda på bakkroppen täcker ett större område, minst halva bakkroppen. Humlan är långtungad och har avlångt huvud. Den är beroende av långpipiga växter och har tidigare troligen gynnats av mer omfattande rödklöverfröodlingar.

## Underarter
IUCN anger tre underarter:
- B. pomorum pomorum förekommer i västra och centrala Europa samt västra Anatolien (asiatiska Turkiet).
- B. pomorum uralensis finns i Uralregionen.
- B. pomorum canus finns i Anatolien.

## Ekologi
I norra delen av utbredningsområdet föredrar frukthumlan öppna jordbrukslandskap, och har starkt påverkats av dessas förändring till monokulturer som till stor del saknar humlans näringsväxter. I södra delen av utbredningsområdet lever arten i alpin terräng. Valet av värdväxter är ej känt, men styrs rimligtvis av tunglängden. Boet är beläget under jorden i gamla smågnagarbon. Drottningen lämnar vintervilan sent. Det medför en hårdare konkurrens om lämpliga boplatser.

## Hotbild
Som nämnts ovan har humlan starkt påverkats i och med jordbrukslandskapets modernisering. I samband med de östeuropeiska staternas inträde i EU har denna trend även spritt sig dit, och förutom redan tidigare i Västeuropa är den nu hotad även i Östeuropa. I Ungern har exempelvis forskare föreslagit att den rödlistas med status Akut hotad (CR). Den har klassats som Akut hotad i Lettland och som Starkt hotad i Litauen och Tyskland. I Storbritannien är den utdöd, sågs senast i Kent 1864 (det är dock osäkert om den någonsin var en etablerad art i Storbritannien), samma situation råder i Nederländerna (sågs senast 1948), Belgien (senast funnen 1946) och Danmark (senast funnen i Vegger på Jylland, 1947). Humlan försvann dessutom från Kaliningrad, då tyska Königsberg, 1924.

## Snylthumla
Frukthumlan har åkersnylthumlan (Bombus campestris) som boparasit.